# Den gränslöse
Den gränslöse är en dansk kriminal- och thrillerfilm från 2024. Filmen är regisserad av Ole Christian Madsen, och baserad på ett manus skrivet av Jussi Adler-Olsen och Jakob Weis. Filmen bygger på Adler-Olsens roman med samma namn från 2014 som är den sjätte boken om poliserna i Avdelning Q.
Filmen hade biopremiär i Danmark den 1 februari 2024.

## Handling
Filmen kretsar kring kriminalkommissarie Carl Mørck som sänder Rose, hans yngre kollega på Avdelning Q, till Bornholm för att bistå Christian Habersaat. Därefter blir Avdelning Q involverad i ett gammalt olöst fall där en flicka hittats död hängande i ett träd.

## Rollista (i urval)
- Ulrich Thomsen – Carl Mørck
- Sofie Torp – Rose
- Afshin Firousi – Assad
- Hedda Stiernstedt – Pirjo
- Joachim Fjelstrup – Atu
- Søren Malling – Bak
- Lisa Carlehed – Mona
- Helle Fagralid – June
- Rasmus Bjerg – SVK
- Mette Lysdahl – Wanda
- Marina Bouras – Marie
- Josefine Tvermoes – Prisme